# Oxymacaria comptata
Oxymacaria comptata là một loài bướm đêm trong họ Geometridae.